# Pollenkorona

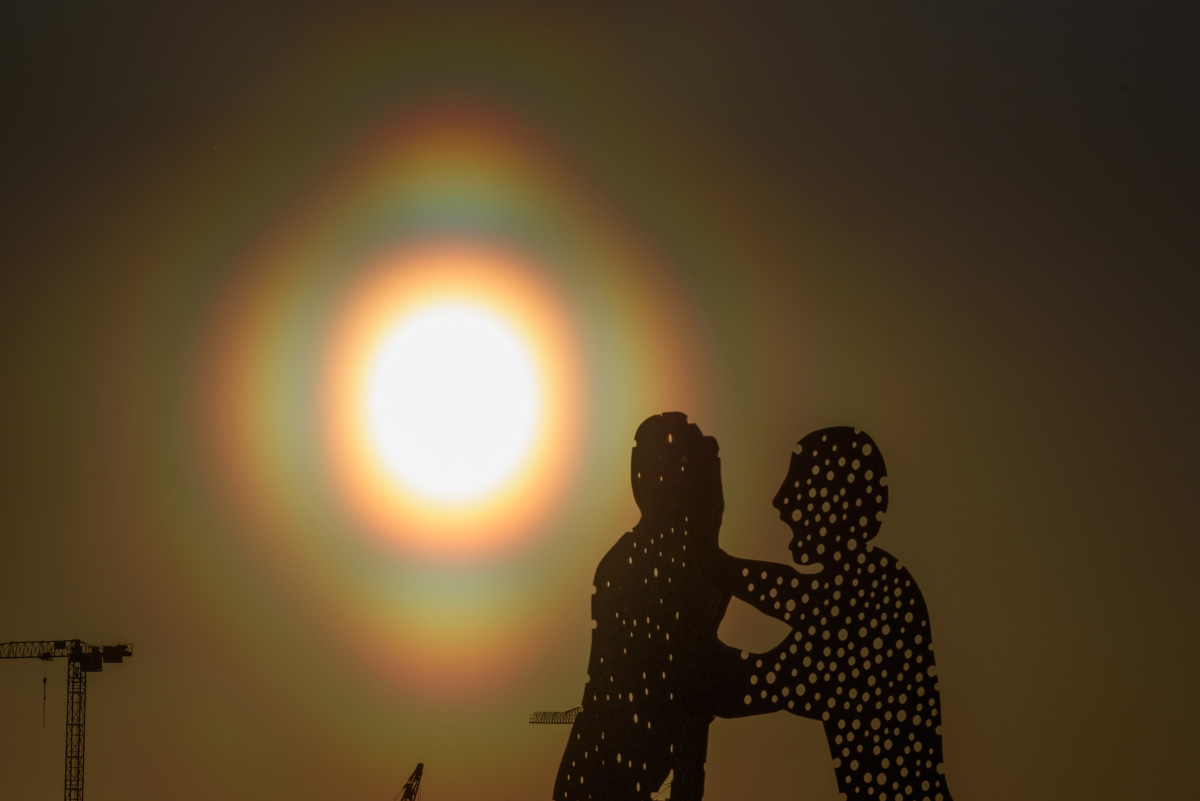
Stark ausgeprägte Pollenkorona in Berlin ausgelöst durch Kiefernpollen

Eine Pollenkorona ist ein Phänomen der atmosphärischen Optik und wird als Sonderform einer Korona durch die Mie-Streuung des Lichtes an in der Luft schwebenden – absinkenden und vom Wind verwirbelten – Pflanzenpollen verursacht. Dabei erscheint um Sonne oder Mond ein Lichtkranz, der mitunter auch unrund sein kann, da unrunde Pollen beim Fallen im Mittel bevorzugte Richtungen einnehmen können. 